# Planimetrija
Planimetríja je matematična panoga, ki preučuje značilnosti likov v ravnini (v dveh razsežnostih). Izraz planimetrija se pogosto posloveni kot ravninska geometrija, vendar je izraz ravninska geometrija splošnejši.
Glavni problem, s katerim se ukvarja planimetija, je računanje obsega in ploščine lika, poleg tega pa tudi računanje dolžin daljic in velikosti kotov v danem liku.
Računanje dolžin stranic in velikosti kotov v trikotniku se imenuje razreševanje trikotnika ali trigonometrija.